# Rafe Wolfe
Rafe Wolfe (1985. december 19. –) visszavonult jamaicai válogatott labdarúgó. Bátyja, Wolry szintén labdarúgó.

## Pályafutása

### Klubcsapatban
2007-ben az angol Sheffield United csapatához igazolt a Portmore Unitedtől, majd miután nem jutott játéklehetőséghez 2008 januárjában kölcsönadták a belga WhiteStar Woluwenak. A szezont követően nem maradt Belgiumban, de a Sheffieldnél sem, így 2008 nyarán az akkor NB II-es Ferencváros játékosa lett, ahol összesen 40 mérkőzésen lépett pályára és két gólt szerzett. 
Miután a Fradi nem hosszabbította meg a 2010. június 30-án lejárt szerződését, visszaigazolt Jamaicába a Portmore Unitedhez, majd 2011 áprilisban visszatért Magyarországra az MTK csapatához, ahol egy meccset a klub második csapatában is játszott, majd 2013 nyaráig bezárólag 54 meccsen játszott a kék-fehéreknél mielőtt szabadon igazolható lett volna. Ugyanebben az évben igazolt a Győri ETO-hoz, itt 29 meccsen kapott játéklehetőséget, majd 2015. január 30-án a Dunaújvároshoz került, de pályára nem lépett, júliusban távozott is a szezon végén az NB I-ből kieső Fejér megyei klubtól.
Karrierje végén 2016-ban újra hazája bajnokságában, a Humble Lionsnál kötött ki, amelyet 2018-as visszavonulásáig erősített.

### A válogatottban
Wolfe a jamaicai válogatottban 2008. december 3-án egy Barbados elleni Karibi-kupa meccsen debütált, végül még három mérkőzésen kapott lehetőséget ugyanezen a megmérettetésen, amit végül hazája válogatottja nyert meg Grenada ellen. 
Ezután jobbára felkészülési meccseken jutott szóhoz, egyetlen válogatott gólját 2009. június 28-án szerezte a Kajmán-szigetek ellen. 
Tagja volt ugyan a 2009-es CONCACAF-aranykupán szereplő csapatnak, de egy meccsen végig padoztatták, a többinél már be se nevezte a keretbe az akkori szövetségi kapitány.

## Külső hivatkozások
- Rafe Wolfe (angol nyelven). national-football-teams.com
- Rafe Wolfe (magyar nyelven). tempofradi.hu
- Rafe Wolfe (magyar nyelven). mlsz.hu
- Rafe Wolfe (angol nyelven). worldfootball.net
- https://www.transfermarkt.com/rafe-wolfe/profil/spieler/98497